# Kirche Medingen

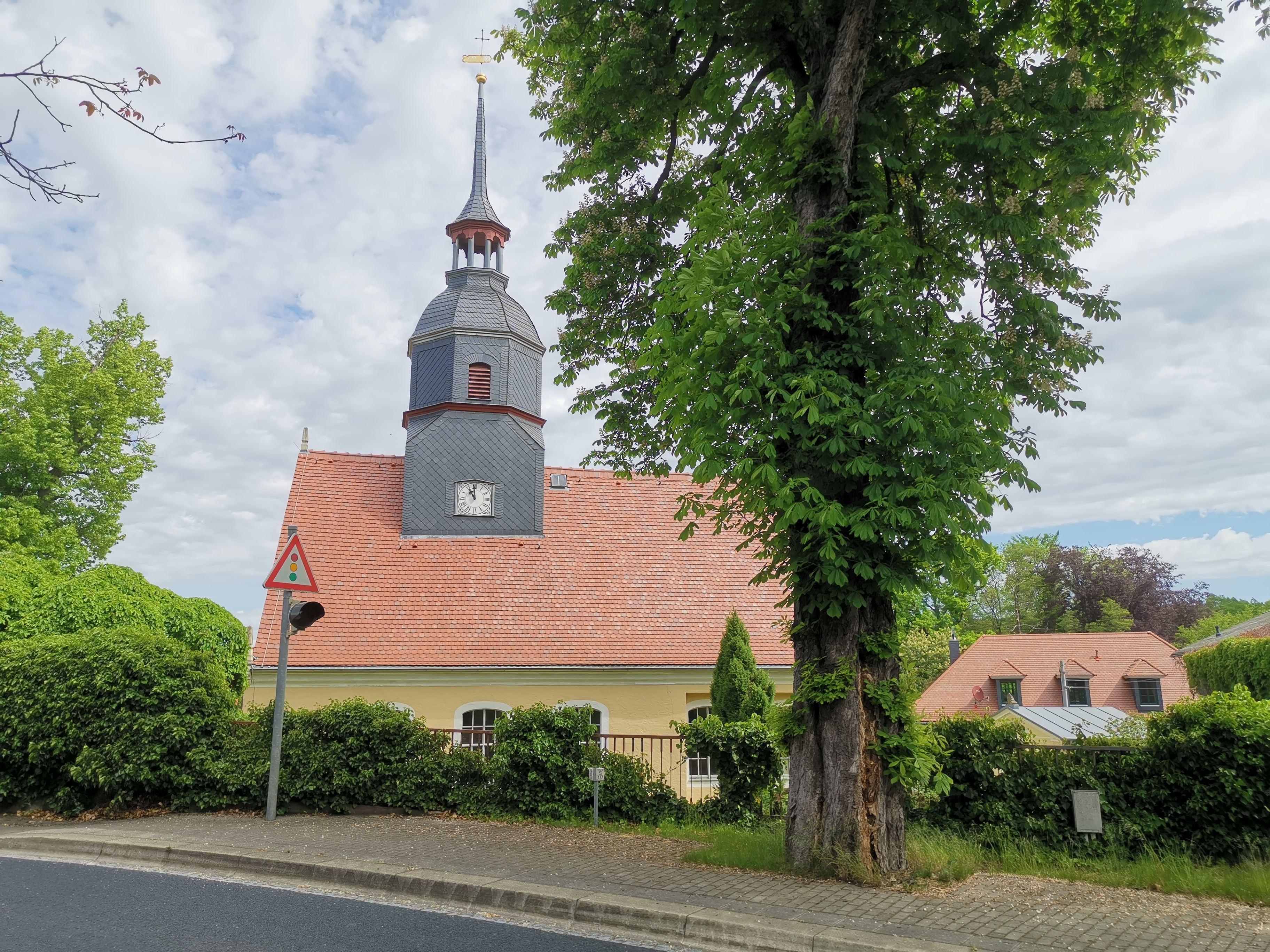
Kirche Medingen

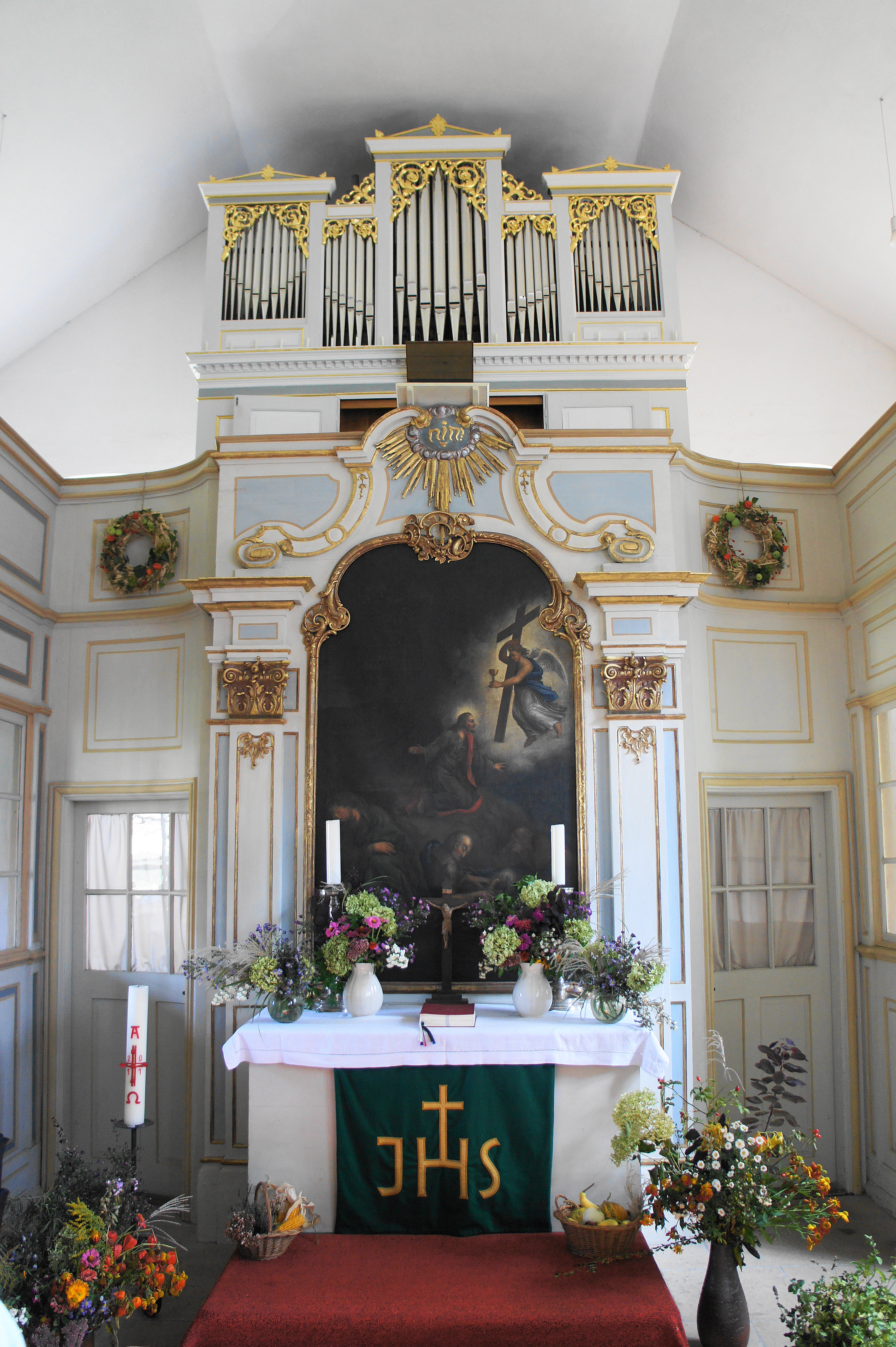
Innenansicht zum Altar

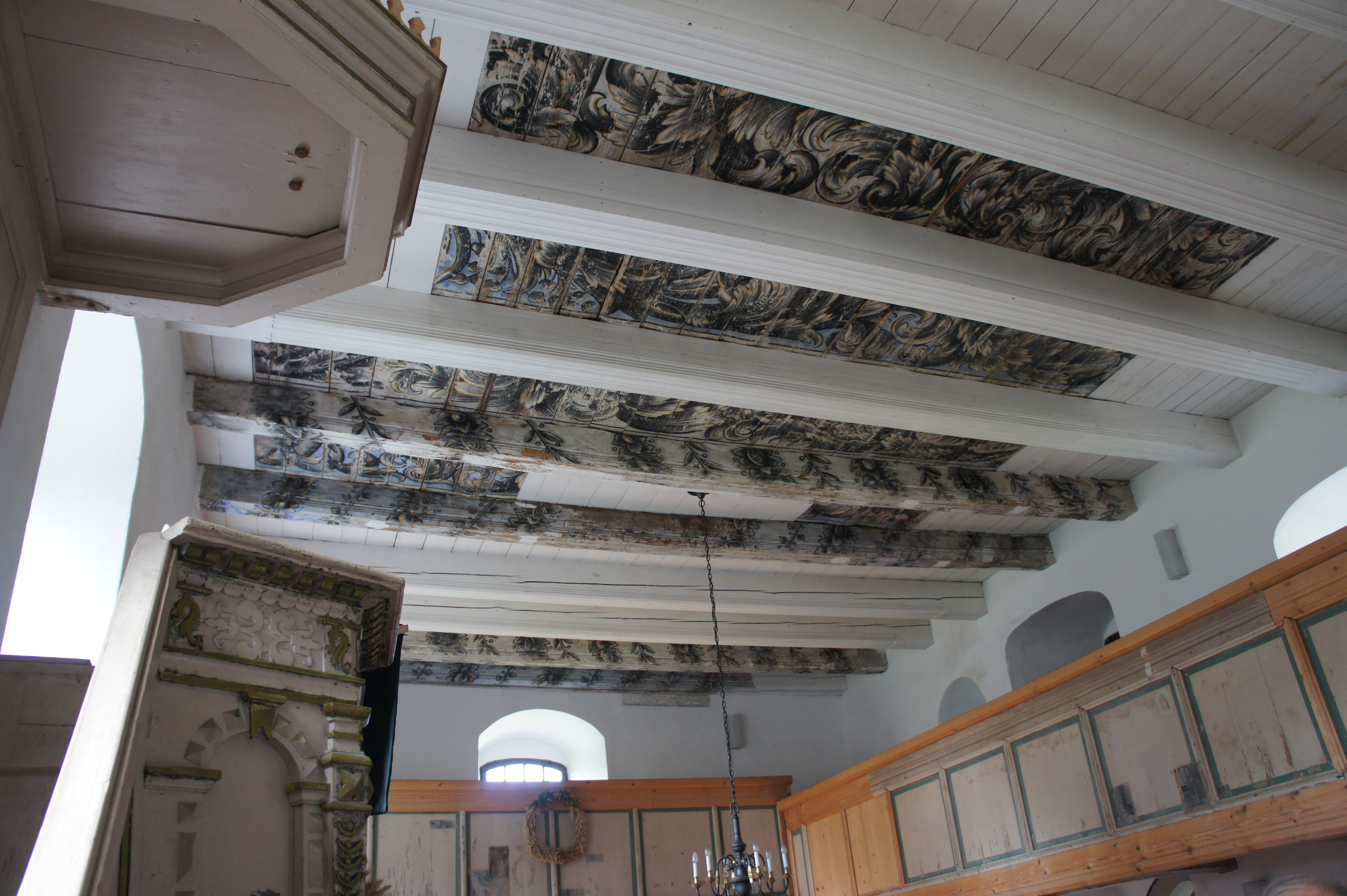
Decke mit Malerei

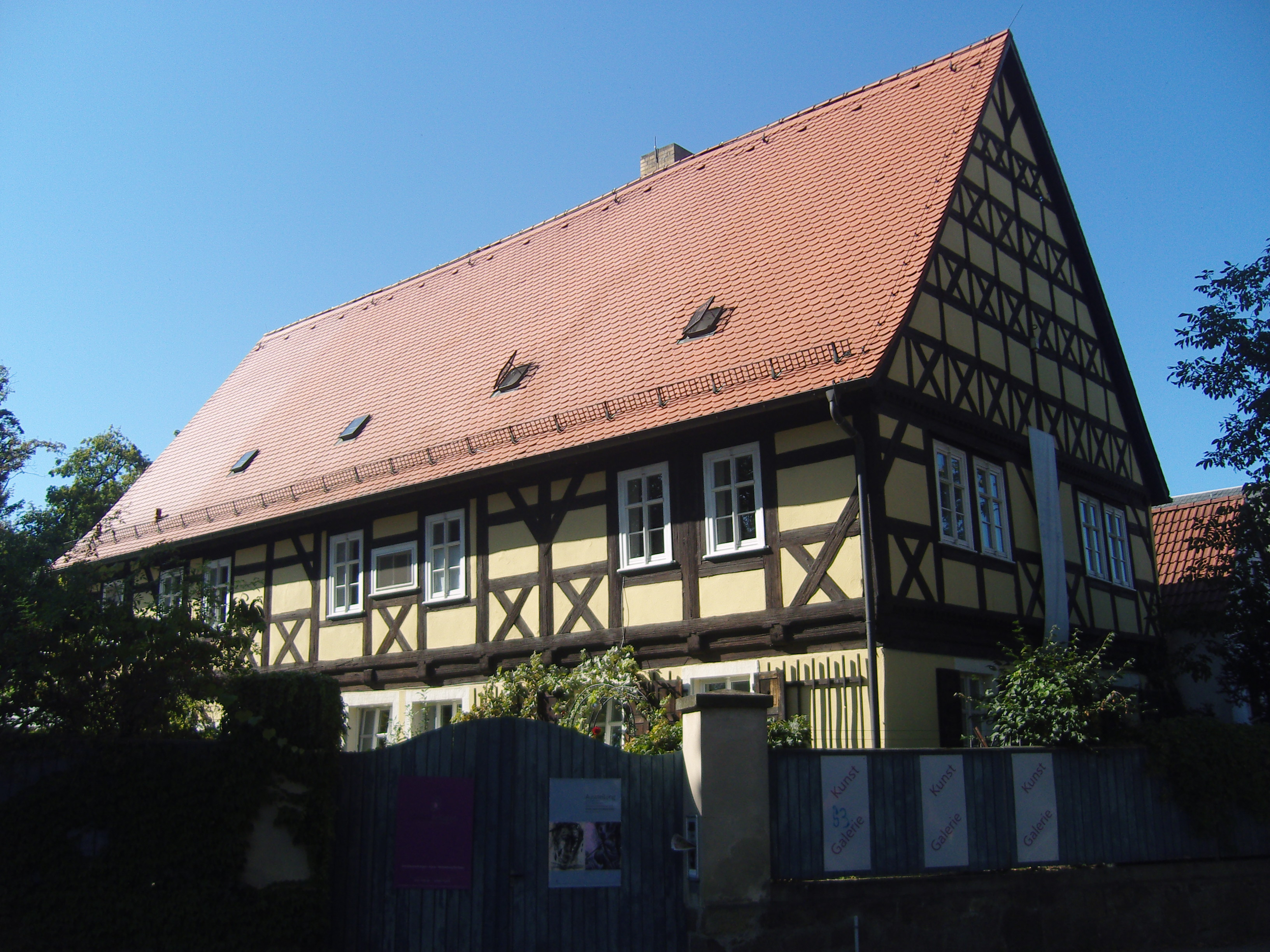
Pfarrhaus

Die evangelische Kirche Medingen ist eine im Kern romanische Saalkirche im Ortsteil Medingen von Ottendorf-Okrilla im Landkreis Bautzen in Sachsen. Sie gehört zur Kirchengemeinde Medingen-Großdittmannsdorf im Kirchenbezirk Bautzen-Kamenz der Evangelisch-Lutherischen Landeskirche Sachsens.

## Geschichte und Architektur
Die kleine Saalkirche mit romanischem Ursprung wurde im Jahr 1747 erneuert und wohl um den Chor erweitert; sie erhielt im Jahr 1929 ein neues Satteldach und wurde in den Jahren 1924 und 1992–94 restauriert.
Das Bauwerk ist ein verputzter Bruchsteinbau mit leicht eingezogenem, gerade geschlossenem Chor. Seit 1929 trägt sie über dem Chor und Saal ein einheitliches Satteldach, das am Chor durch vorgelagerte Eckpfeiler getragen wird. Ein massiger Dachreiter mit achteckiger Haube und Laterne bekrönt das Bauwerk.
Im Innern ist das Gebäude mit einer Flachdecke geschlossen, die teilweise mit vegetabiler Renaissance-Malerei verziert ist; diese wurde im Jahr 1976 freigelegt. Im Chor ist ein neues hölzernes Tonnengewölbe eingebaut. An der Nordwand ist ein romanisches Fenstergewände auf Höhe der Empore erhalten. Die eingeschossigen Emporen wurden im Jahr 1992 abgebrochen und mit Teilen der alten Brüstung 1994 rekonstruiert.

## Ausstattung
Die einfache hölzerne Altarwand mit geschwungener Front zeigt als Altarbild ein Gemälde mit Christus am Ölberg mit der Jahreszahl 1743, darüber befindet sich die Orgelempore. Unter der Empore liegt die Sakristei mit Eingängen links und rechts des Altarbilds. Die hölzerne Kanzel stammt wohl aus dem 17. Jahrhundert. Von einem älteren Flügelaltar sind noch zwei Tafeln erhalten, welche die Heiligen Apollonia und Ursula zeigen; sie wurden um das Jahr 1530 von Pancratius Grueber aus Großenhain um 1530 geschaffen und befinden sich jetzt im Pfarrhaus. Die Orgel ist ein Werk von Leopold Kohl aus der Zeit um 1865 mit neun Registern auf einem Manual und Pedal, das 1998 von Johannes Lindner restauriert wurde.

## Umgebung
Das Pfarramt gegenüber der Kirche ist ein stattlicher Fachwerkbau aus dem frühen 18. Jahrhundert.